# 蒙塔斯特吕克 (上比利牛斯省)
蒙塔斯特吕克（法語：Montastruc，法語發音：[mɔ̃tastʁyk]）是法国上比利牛斯省的一个市镇，属于塔布区。

## 地理
蒙塔斯特吕克（43°13'5"N, 0°20'36"E）面积12.34 平方千米，位于法国奧克西塔尼大區上比利牛斯省，该省份为法国西南部内陆省份，北至热尔省，西接大西洋比利牛斯省，南与西班牙接壤，东临上加龙省。
与蒙塔斯特吕克接壤的市镇（或旧市镇、城区）包括：博讷丰、贝尔纳代特代叙、邦雷波、比尔、卡斯泰尔巴雅克、加朗、利巴罗斯。

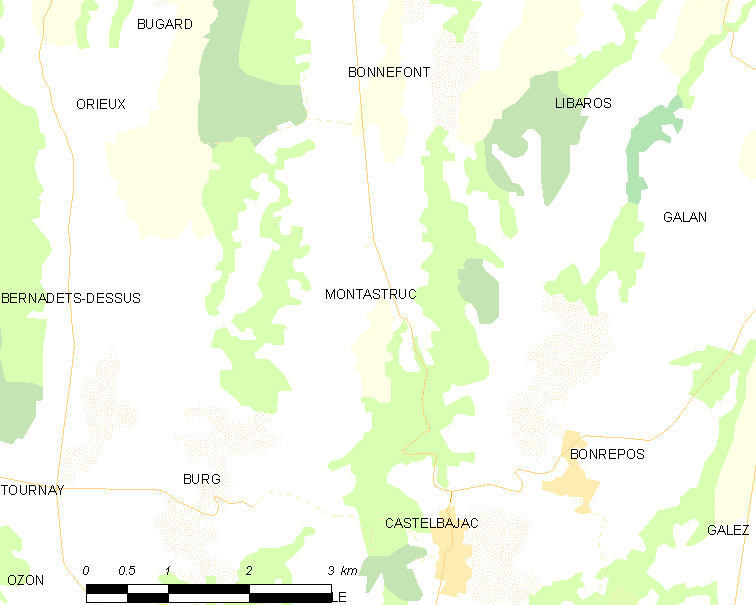
的OSM定位图

蒙塔斯特吕克的时区为UTC+01:00、UTC+02:00（夏令时）。

## 行政
蒙塔斯特吕克的邮政编码为65330，INSEE市镇编码为65318。

## 政治
蒙塔斯特吕克所属的省级选区为阿罗斯河与巴伊斯河谷县。

## 人口

1962-2008年间人口变化图示

蒙塔斯特吕克于2022年1月1日时的人口数量为238人。